# 荒川美穗
荒川美穗（日语：／ Arakawa Miho，1987年12月4日—）是一位日本女性聲優、护士，星座是射手座，特技是游泳。隸屬於東京俳優生活協同組合，俳協Voice Actors Studio第36期生，有看護師資格。是兼职声优，本职是医院护士。

## 參與作品
※粗体该角色为主要角色

### 電視動畫
2011年
- 回转企鹅罐（高仓阳毬）
- 便·當（女店員）

2012年
- Hunter × Hunter2011（小滴）
- 神奇寶貝超級願望2（女子）

2013年
- 八犬傳－東方八犬異聞－（靈影）
- 八犬傳－東方八犬異聞－第二季（靈影）
- 核爆末世錄（川端未來）
- 直白標題機器人動畫（日语：直球表題ロボットアニメ） (カトウ)

2014年
- WIZARD BARRISTERS～弁魔士賽希爾（甲原角美）
- Happiness Charge 光之美少女！（幸代）
- 惡魔的謎語（英純戀子）
- 魔法少女大戰（青葉鳴子）
- 臨時女友（柊真琴）
- 戰鬥飛輪 - 超激戰（Rachel Cruz）

2015年
- 百合熊風暴（百合城銀子）
- 俺物語！！（玲）
- Battle spirits 烈火魂（天魔 市）

2016年
- 思念的碎片（陽菜的母親）
- 槍彈辯駁3 －The End of 希望峰學園－ 絕望篇（索妮亞·內瓦麥）
- 槍彈辯駁3 －The End of 希望峰學園－ 希望篇（索妮亞·內瓦麥）

2017年
- 重啟咲良田（魔女〈少女〉）
- 問答RPG 魔法使與黑貓維茲（芙蕾‧艾蓮）

### 劇場版動畫
2015年
- 數碼暴龍大冒險tri. 第一章「再會」（望月芽心）

2016年
- 數碼暴龍大冒險tri. 第二章「決意」、第三章「告白」（望月芽心）

### OVA
2013年
- 暗殺教室（奧田愛美）

### 遊戲
2011年
- 臨時女友（柊真琴）

2012年
- 超級槍彈辯駁2 再見絕望校園（索妮亞·涅芭麥茵）

2014年
- NORN9 LAST ERA（加賀見和葉）
- 魔法少女大戰 ZANBATSU（青葉鳴子）

2015年
- 碧藍幻想（克勞蒂雅）

2016年
- 偶像事變（鳳京奏）

2019年
- 明日方舟（錫蘭）
- Fire Emblem Heroes （希葛倫）

## 外部連結
- 事務所公開簡歷（日語）